# Mielecki
Mielecki là một huyện thuộc tỉnh Podkarpackie của Ba Lan. Huyện có diện tích 880 km². Đến ngày 1 tháng 1 năm 2011, dân số của huyện là 134045 người và mật độ 152 người/km².